# Cmentarz parafialny w Słomnikach
Cmentarz parafialny w Słomnikach – nekropolia położona w mieście Słomniki przy ul. Poniatowskiego. Należy do Parafii Bożego Ciała mającej siedzibę w tej miejscowości. Jest to jeden z najstarszych czynnych cmentarzy w powiecie krakowskim poza Krakowem.
Pierwsze pochówki na cmentarzu dokonane zostały w 1861.
Powierzchnia cmentarza wynosi 1,87 ha.
Na cmentarzu znajduje się zbiorowy grób partyzantów Armii Krajowej, należących do Pożarniczego Ruchu Oporu, rozstrzelanych 11 grudnia 1943, przed śmiercią torturowanych w jednej z pobliskich stodół przez gestapowców z Krakowa. Pochowano w nim następujące osoby: Stanisław Magierowski, ppor. Tadeusz Baran z Nowego Targu, kpt. poż. Eugeniusz Goławski z Krakowa, por. poż. Edward Guniewicz z Myślenic, por. poż. Michał Szarota z Jasła.

## Pochowani na cmentarzu
- Stanisław Brykalski (1912–1939) – uczestnik wojny obronnej we wrześniu 1939, bohaterski obrońca reduty Wizna[3]
- Jan Jędrychowski (1899–1942) – duchowny katolicki, członek Zgromadzenia Księży Misjonarzy, zamordowany w KL Dachau, Sługa Boży Kościoła Katolickiego[4]
- Józef Kmita (1897–1954) – wieloletni burmistrz Słomnik w okresie międzywojennym[5]
- Karol Pierzchalski (1856–1941) ps. „Polska” – żołnierz Legionów Polskich[1][3]
- Ignacy Tochowicz (1899–1942) – kapłan diecezji częstochowskiej, kapelan Wojska Polskiego, więzień KL Dachau[6][3]
- Paweł Tochowicz (1891–1979) – duchowny katolicki, filozof i pedagog, profesor Seminarium Duchownego w Kielcach i Seminarium Duchownego w Łodzi, działacz harcerski, prałat domowy Ojca Świętego[3]